# Systropus brasiliensis
Systropus brasiliensis är en tvåvingeart som beskrevs av Macquart 1847. Systropus brasiliensis ingår i släktet Systropus och familjen svävflugor. Inga underarter finns listade i Catalogue of Life.